# Mikun
Mikun (del ruso: Микунь) es una ciudad de la República Komi, en Rusia, en el raión de Ust-Vim. Está situada algunos kilómetros al norte del río Víchegda, un afluente del Dvina Septentrional a 85 km al noroeste de Siktivkar, la capital de la república. Su población ascendía a 10 939 habitantes en 2008.

## Historia
Mikun fue fundada en 1937, ene el emplazamiento de un pueblo del mismo nombre (que es una forma afectiva del nombre Nikolái), por las necesidades de la construcción del ferrocarril Siktivkar - Koslan, en la encrucijada de esta línea ferroviaria con el ferrocarril del Pechora (Kónosha - Kotlas - Vorkutá), por el que la separan de Moscú 1.313 km. En el pueblo y sus alrededores se establecieron varios gulags. Mikun recibe el estatus de ciudad en 1959.

## Demografía
| 1959  | 1970   | 1979   | 1989   | 1996   | 2002   | 2006   | 2008   |
| ----- | ------ | ------ | ------ | ------ | ------ | ------ | ------ |
| 8 300 | 10 400 | 11 000 | 12 507 | 12 300 | 11 680 | 11 202 | 10 939 |

## Cultura y lugares de interés
En Mikun hay un "Museo de Historia del Ferrocarril del Norte".

## Economía
La base económica de la ciudad reside en el sector ferroviario (depósitos, talleres...)